# Stempel zwykły (numizmatyka)
Stempel zwykły – w numizmatyce określenie odnoszące się do bicia monety bez osiągania specjalnych efektów estetycznych dla jej tła lub rysunku, przy orientacji rysunku awersu względem rysunku rewersu zgodnej ze standardem przyjętym przez emitenta. 
Przeciwnymi określeniami do stempla zwykłego są zarówno stempel lustrzany, odnoszący się do osiągania istotnych efektów estetycznych dla tła i rysunku, jak i stempel odwrócony oznaczający odwrócenie o 180 stopni rysunku awersu względem rysunku rewersu.